# Metelen
Metelen – miejscowość i gmina położona w Niemczech, w kraju związkowym Nadrenia Północna-Westfalia, w rejencji Münster, w powiecie Steinfurt. Znajduje się tu ogród zoologiczny ZooPark.